# 新彼得里夫齊

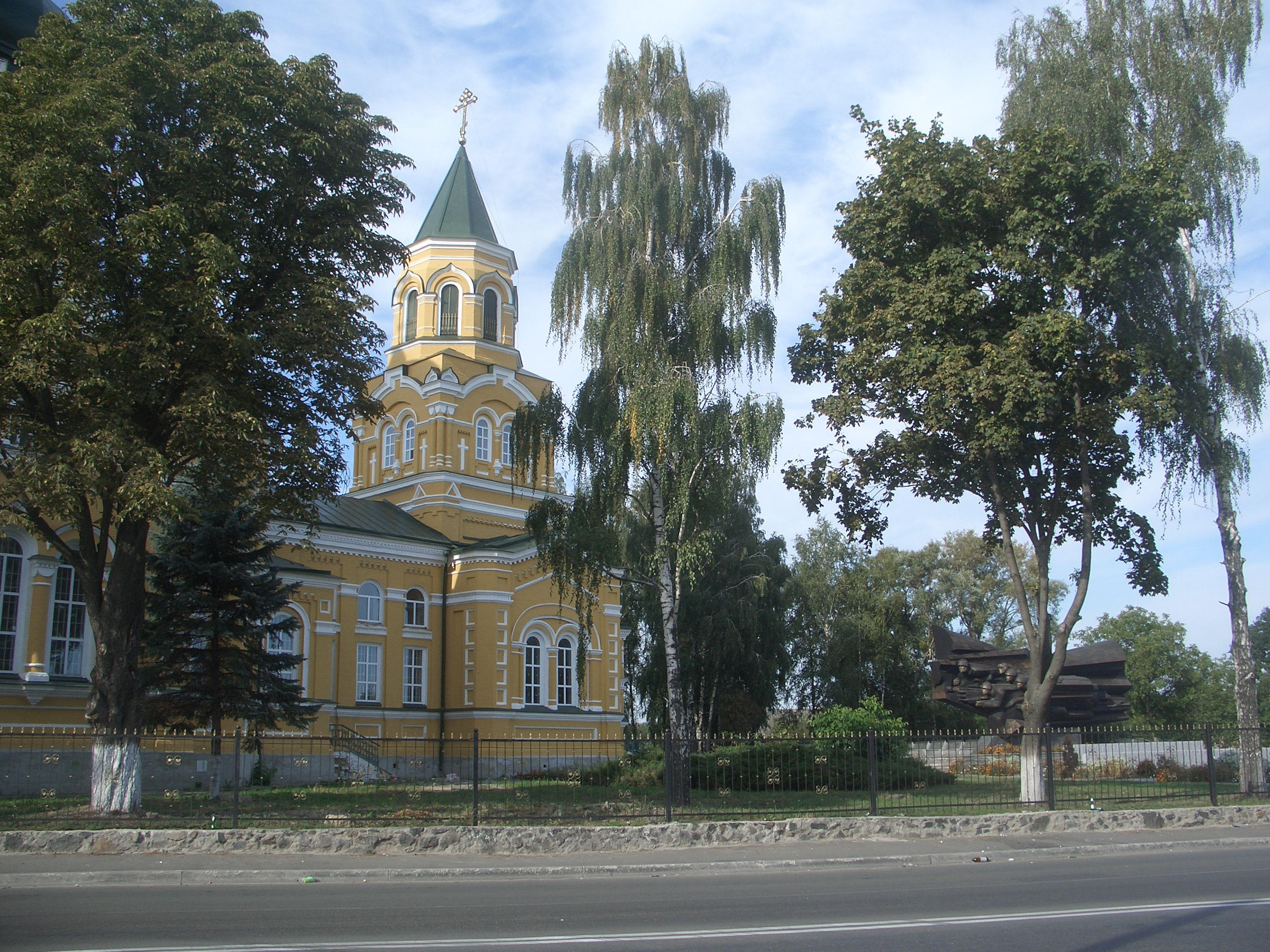

50°37′23″N 30°26′47″E / 50.62306°N 30.44639°E
新彼得里夫齊（羅馬化：Novi Petrivtsi）是位於烏克蘭北部的村莊，由基輔州維什霍羅德區的新彼得里夫齊市鎮負責管轄。該村面積7.7平方公里，海拔高度168米，2024年人口9,000，人口密度每平方公里1,006.1人。